# Adelbert Niemeyer
Adelbert Niemeyer (* 15. April 1867 in Warburg; † 21. Juli 1932 in München; vollständiger Name: Adelbert Hans Gustav Niemeyer) war ein deutscher Maler, Architekt und Kunstgewerbler.

## Leben

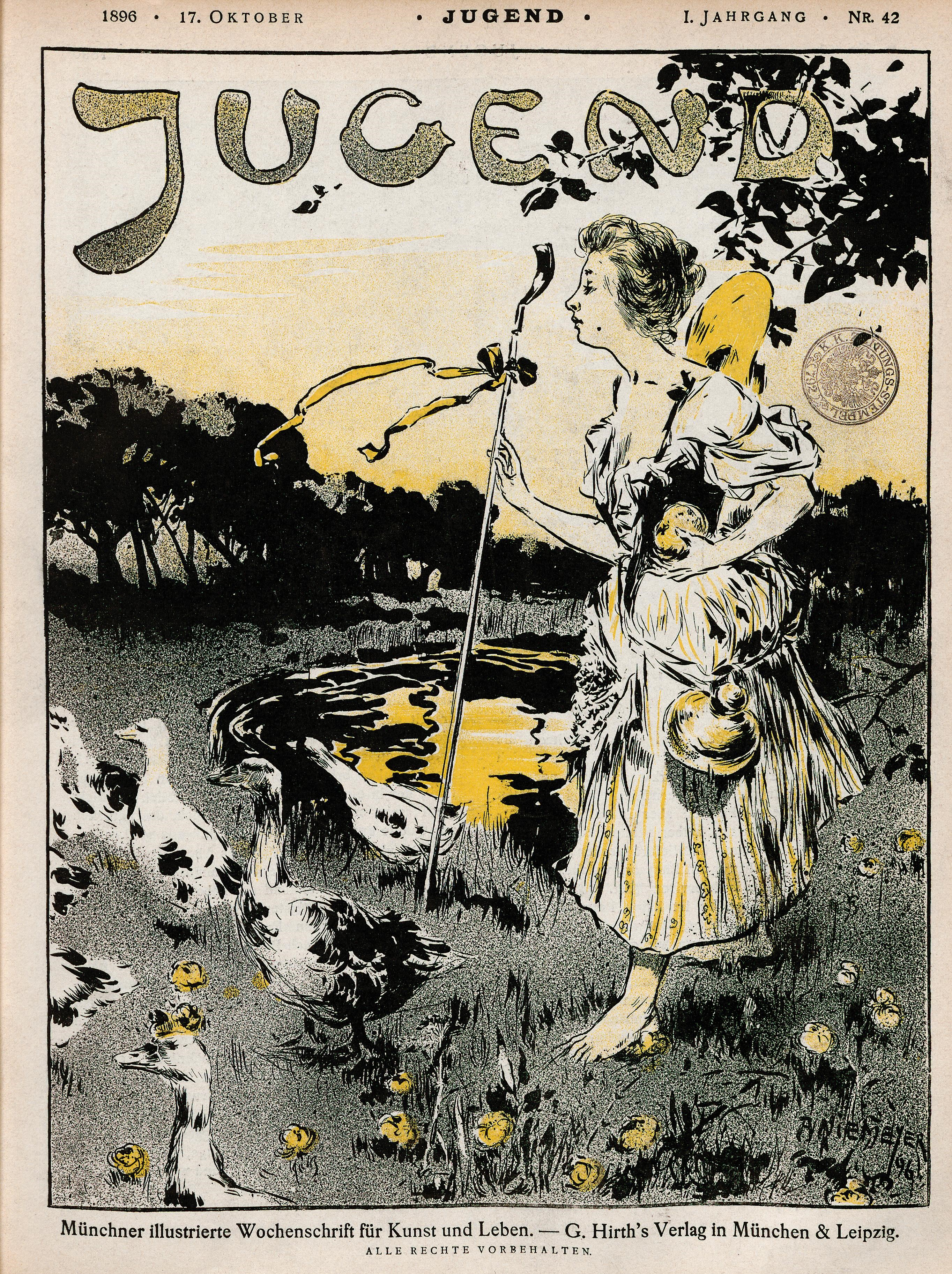
Jugend (1896)

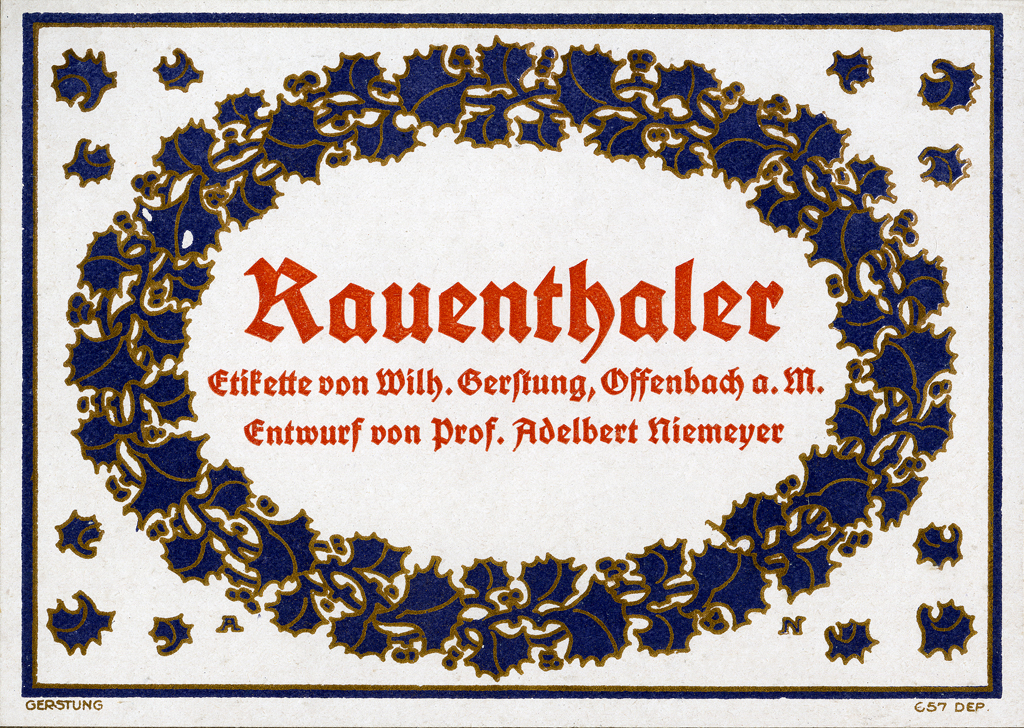
Für Wilhelm Gerstung entworfenes Weinetikett

Adelbert Niemeyer war Sohn des Justizrates Hans Niemeyer. Seine Mutter war die Enkelin des Parabeldichters Friedrich Adolf Krummacher. Er studierte Kunst zunächst von 1884 bis 1888 an der Düsseldorfer Kunstakademie bei Hugo Crola, Peter Janssen und Arthur Kampf, dann in München an einer privaten Kunstschule bei Friedrich Fehr und schließlich an der Académie Julian in Paris bei Jean-Joseph Benjamin-Constant. Seine künstlerische Tätigkeit war vielfältig – neben Malerei und Graphik war Niemeyer äußerst produktiv als Entwerfer von Möbeln, Gefäßen für Steingut und Porzellan, Dekoren und Architektur.
Er lehrte ab 1907 als Professor an der Kunstgewerbeschule München (später: Staatsschule für angewandte Kunst). In dieser Funktion trug er zuletzt den Titel Geheimer Regierungsrat. Adelbert Niemeyer war Mitglied im Deutschen Künstlerbund, 1907 sowohl Mitbegründer des Deutschen Werkbundes als auch der Deutschen Werkstätten für Handwerkskunst GmbH, Dresden und München. Von ihm stammen zahlreiche Entwürfe für die Porzellan-Manufaktur Nymphenburg, die Porzellanmanufaktur Meissen und für Villeroy & Boch; außerdem für Richard Merkelbach, Höhr-Grenzhausen, die Schwarzburger Werkstätten für Porzellankunst und für die Staatliche Majolika Manufaktur Karlsruhe.
1925 gestaltete Niemeyer die Ausstattung der Publikation über den Festakt zur Eröffnung des Deutschen Museums.
Adelbert Niemeyer war ein Bruder des Juristen und Völkerrechtlers Theodor Niemeyer.

## Auszeichnungen
- Große Goldene Medaille auf der Weltausstellung St. Louis 1904
- Goldene Medaille und Staatsmedaille auf der 3. Deutschen Kunstgewerbe-Ausstellung Dresden 1906

## Werk
Bauten und Innenräume
- 1907: Landhaus Kaagangerstraße 47 in Eching am Ammersee
- veröffentlicht 1912: Villa Krawehl in Essen-Rüttenscheid, Haumannplatz 2 (nicht erhalten)[7]
- 1914: Hauptcafé auf der Deutschen Werkbund-Ausstellung Köln 1914 (nicht erhalten)[8]

Schriften
- Innenräume. Bruckmann, München 1911.